# 近藤健 (エッセイスト)
近藤 健（こんどう けん、1960年1月15日 - ）は、日本のエッセイスト。筆名は、「近藤 健」と書いてこんけんどうと読ませる。2003年の、第8回 随筆春秋賞 優秀賞を契機に随筆春秋の会員となり、2019年から、同代表で理事を務める。　

## 人物概要
2000年、40歳を迎え、会社員生活の傍らエッセイの創作活動に入る。2003年の第8回 随筆春秋賞 優秀賞 を皮切りに、2004年には第10回 小諸・藤村文学賞 優秀賞 を、2009年には第4回 文芸思潮エッセイ賞 優秀賞 を受賞する。
一方、2005年から2011年にかけて、日本エッセイスト・クラブ 編『ベスト・エッセイ集』（文藝春秋刊）に、近藤健のエッセイ5作品が次々と選出・収録 される。
2013年には執筆に8年を要した大作『肥後藩参百石 米良家 ―堀部弥兵衛の介錯人米良市右衛門とその族譜―』（花乱社刊・共著） を上梓する。一下級士族である先祖（母方）を14代まで遡った本格的な歴史書である。
現在、同人誌 随筆春秋の代表を務める。その随筆春秋が主催する随筆春秋賞にも積極的に関わっている。

## 人物略歴
1960年1月15日、北海道の襟裳岬にほど近い様似町に生まれる。父は、地元の漁業協同組合に勤める会社員で、母の実家は、当時様似に一軒しかなかった銭湯だった。中学までをその様似で過ごし、高校で単身札幌に出る。
1975年4月、ミッション系の進学校、札幌光星高校 に入学。高校では学生寮に入寮し、卒業までを過ごす。１年の浪人を経て、1979年4月、京都市にある龍谷大学法学部法律学科に入学。大学ではESS（English Speaking Society）に加わり、京都全大学ESS連盟の役員を兼務したことにより、関西一円の各大学を訪ね歩く。そんな青春を過ごした京都は、近藤にとっては特別な場所となっている。
1983年3月、大学を卒業し、4月には北日本石油株式会社 東京支店に入社する（2025年65歳にて退職）。会社は、石油製品の販売会社で、東京以北、東北・北海道を中心に拠点展開している。1989年1月、29歳の年、自ら凶悪犯人現行犯逮捕により、警視総監賞を受賞する。このときのことは、近藤のエッセイ「警視総監賞」に描かれている。1996年5月には、日本エディタースクールにて通信教育課程「校正コース」を終了。
また、2000年、40歳を機にエッセイを書き始める。妻の病と対峙して、共倒れの危機感を覚え、エッセイをつづることで命脈を得た、と近藤の作品には書かれている。2010年4月、精神疾患を抱えた妻が、近藤のもとを去り離婚。妻との間に一女。
2011年3月、異動で室蘭市へ転居。2012年には、52歳で宅地建物取引士の資格を取得。2013年3月から札幌市在住。

## 師弟関係
- 直木賞作家佐藤愛子から2005年より文章指導を受け[15]、現在に至る。
- 脚本家舞台演出家の石田多絵子[16]からエッセイの添削指導を受ける。
- 元随筆春秋代表、主催者でもあった斎藤信也から40編に及ぶ作品の添削指導を受ける[17]。斎藤は、元朝日新聞記者で全共闘時代の取材活動でもリーダーシップを発揮、東京大学卒。

※掲載は逆時系列としている。

## 主な受賞歴
- 2014年 「雪の匂い」で平成26年度 札幌市民芸術祭[18] 『さっぽろ市民文芸[18] 第31号』 随筆部門 優秀賞[19]
- 2009年 「妻の生還」で第4回 文芸思潮エッセイ賞 優秀賞[5][20]
- 2004年 「昆布干しの夏」[21][22][23] で第10回 小諸・藤村文学賞 優秀賞[4]
- 2003年 「祝電」で第8回 随筆春秋賞 優秀賞 [3]

## 主な文筆歴
2003年5月、「祝電」で第8回 随筆春秋賞 優秀賞を受賞。同年より随筆春秋の会員となり、主催者でエッセイストの斎藤信也、脚本家で舞台演出家の石田多絵子からエッセイの添削指導を、2005年より直木賞作家 佐藤愛子の文章指導を受け、現在に至る。2007年からの3年間は、随筆春秋賞の予備選考委員を務める。
自らの転勤願により北海道の室蘭市への転勤が決まり、2012年4月には室蘭文芸協会会員 となる。2014年5月からは、同人誌 随筆春秋の会員を対象にエッセイの添削指導を開始。2019年4月には、事務局長の池田元と共に、同人誌 随筆春秋の共同代表となる。同年12月には、同人誌 随筆春秋が一般社団法人となったことに伴い、池田元が一般社団法人随筆春秋の代表理事に就任し、近藤健が理事 兼 同人誌 随筆春秋代表、添削講師となる。
遡って2000年6月には、勤務する北日本石油株式会社のホームページに筆名 小山次男で「Coffee Break Essay」の執筆を開始していた。以降、2019年12月までの19年半にわたり272点の作品を掲載する。アクセス数は、月間15,000（うち海外からは延べ140ヵ国、月間200）。2014年 1月には「こんけんどうのエッセイ－Coffee Break別邸－」 を開設。2021年9月には、「こんけんどうのエッセイ　Coffee Break Essay　～essence of essay～」と別邸をはずし、原題に回帰する。発表作品総数321点 (2024年12月1日現在)。

## 主な収録と著書共著
- 『Ｇ』～こんけんどうエッセイ集 第7集～（2025年６月 随筆春秋刊）
- 『妻の生還』～こんけんどうエッセイ集 第6集～（2025年１月 随筆春秋刊）
- 『増穂の小貝』～こんけんどうエッセイ集 第5集～（2024年９月 随筆春秋刊）
- 『介錯人の末裔』～こんけんどうエッセイ集 第4集～（2023年11月 随筆春秋刊）
- 『昆布干しの夏』～こんけんどうエッセイ集 第3集～（2023年5月 随筆春秋刊）
- 『風船の女の子』～こんけんどうエッセイ集 第2集～（2022年6月 随筆春秋刊）
- 『祝電』～こんけんどうエッセイ集 第1集～（2021年11月 随筆春秋刊）
- 『肥後藩参百石米良家―堀部弥兵衛の介錯人米良市右衛門とその族譜』（佐藤誠と共著 [注 1]花乱社）（2013年6月 花乱社刊）
- 「風船の女の子」 『2011年版ベスト・エッセイ集 　人間はすごいな』（2011年8月 文藝春秋刊）に収録
- 「増穂の小貝」 『2009年版ベスト・エッセイ集　死ぬのによい日だ』（2009年8月 文藝春秋刊）に収録
- 「介錯人の末裔」『2008年版ベスト・エッセイ集　美女という災難』（2008年8月 文藝春秋刊）に収録
- 「昆布干しの夏」『2006年版ベスト・エッセイ集　カマキリの雪予想』（2006年8月 文藝春秋刊）に収録
- 「警視総監賞」『2005年版ベスト・エッセイ集　片手の音』（2005年8月 文藝春秋刊） に収録

　（作品は「」、書籍は『』で表記している）

## エピソード

### 佐藤愛子先生
『祝電』～こんけんどうエッセイ集 第1集～（近藤 健 作品集｜2021年11月 随筆春秋刊）の238ページ以降に掲載されている、作家佐藤愛子による「あとがき」の文章が、佐藤愛子と近藤健との関係性をよく表している。以下に抜粋した。
2005年6月1日、直木賞作家・佐藤愛子とエッセイスト・近藤健が初めて顔を合わせた日である。その日、近藤は同人誌 随筆春秋の集まりで佐藤愛子邸を訪れていた。当時随筆春秋の代表であった斎藤信也のお供として、近藤はその大作家の玄関を跨ぎ、応接間で恐縮していた。
近藤いわく――私は数日前から緊張しており、すでに活きのいいサンマのように反り返っていた。

タイトル：健さん　おめでとう！
近藤健さんと初めて会ったのは、二〇〇五年六月一日だったらしい。健さんからの手紙でそうわかった。それからもう十六年のつき合いになるのかとしばし感慨に浸った。随筆春秋代表だった斎藤信也さんに連れられて拙宅へ来られた八人ほどの女性会員の中、黒一点という趣で若い近藤さんが混じっていたのだ。健さんは北海道に在住していた人と聞いて、北海道好きの私はそれだけでヒイキするという感じになったのもはっきり憶えている。二〇〇五年六月の日記を探し出して確かめると、「六月一日。随筆春秋斉藤さん以下九人来訪。中に若い男性あり。この人の作品はダントツに面白い。賞にふさわしい人です」とある。何かの賞（多分、随筆春秋賞）を受賞されたのだろう。その時、いったい幾つくらいだったのか、今は何才になられたのか。この人は今も当時も少しも変わらない。年をとっても老けない人なのか。若い時から老けていたのか、よくわからない。穏やかで誠実な人という印象は今も変わらない。穏やかさの中身もやさしさも変わらない。その美点のために研鑽は、しないですむ苦労をかぶった人のように私には思えるのだが、その苦労は健さんの風貌のどこにも影を落としていないことに私は敬服せずにはいられない。それらは表に出ずに内向して濾過された彼の人柄、精神性に深みをもたらしたように思われる。その成長が今回のエッセイ集に開花しているだろうことを見るのが楽しみである。　
二〇二一年秋

――直木賞作家佐藤愛子　　　

### 近藤健と池田元
池田元と近藤健は奇縁で結ばれている。
大石内蔵助以下四十七人の赤穂義士が、本所・吉良邸へ討ち入ったのは、元禄15年(1702)12月のことである。その前年、江戸城松の廊下での藩主浅野内匠頭が起こした刃傷事件の敵討ちである。義士たちは吉良上野介の首級をあげ、みごと本懐を遂げる。世にいう「吉良邸討入り」である。その後、大名四家にお預けとなった義士たちは、翌年2月に切腹を命じられる。
義士切腹に際し、熊本藩邸にお預けになっていた堀部弥兵衛（安兵衛の父）の介錯を行ったのが米良市右衛門で、近藤健はその13代後の子孫にあたる。一方、松山藩邸では堀部安兵衛と不破数右衛門の介錯を荒川十太夫が行っている。池田元は十太夫の10代目の子孫になる。二人の末孫は、奇しくも堀部弥兵衛・安兵衛親子の介錯を行っている。のちに近藤と池田は、赤穂義士研究家の佐藤誠を介して知己となった。
すでに随筆春秋の事務局員であった近藤の勧めもあり、池田が入会する。その後、池田は随筆春秋の法人化を図り、一般社団法人随筆春秋を立ち上げ代表理事に、近藤は同人誌随筆春秋の代表として現在に至っている。
今年（2022年）は、赤穂義士の討入りから320年という節目の年を迎える。
※ただし、随筆春秋は、赤穂義士に由来する団体ではない。

### 添削講師 近藤健、原稿用紙には早坂暁の揮毫
同人誌 随筆春秋の表紙にも印刷されている以下のロゴは、業界でも達筆で知られた脚本家早坂暁の毛筆による。近藤は、随筆春秋の会員を対象に、添削講師を務めている。人物略歴にもあるが、近藤は文章の校正に関しても精通している。そんな近藤であるが、トップクラスの著名人の作品に朱を入れるのは、なかなか骨の折れる仕事である、という。近藤は、自分専用の電子原稿用紙を使っている。その原稿用紙の左上余白には、必ずこのロゴを貼り付けている。日本屈指の脚本家の御文字を好んで使うのは、近藤のプロとしての心意気である。　　　　　　　　　

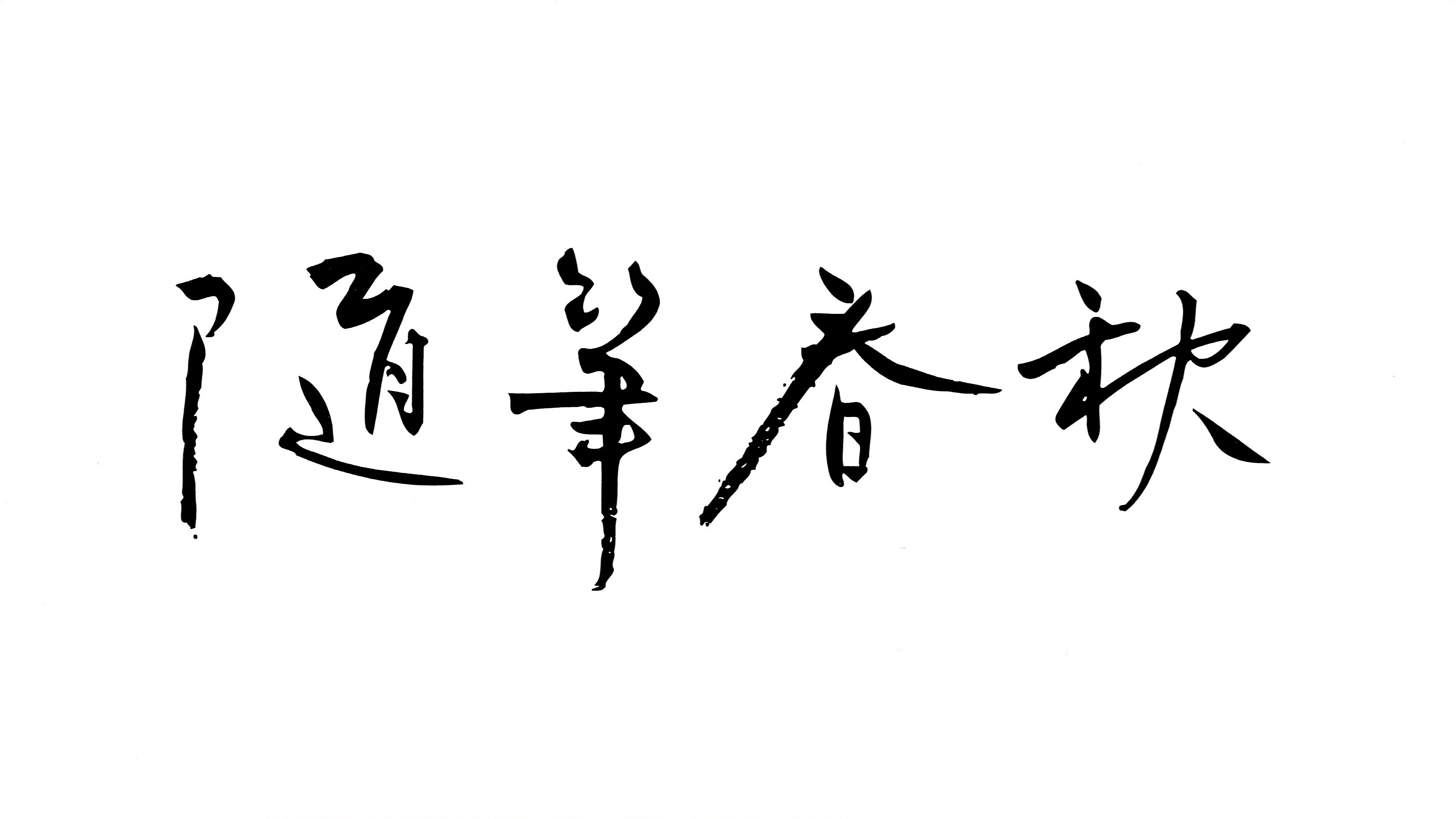
随筆春秋の現在のロゴ（早坂暁の揮毫）

### 作家 清水一行と北日本ビル
「北日本石油」（記事）に近藤健が勤務した会社の本社ビルと文学との関係が記述されている。

### 心に留めている言葉

#### 文学とは何か
- 文芸思潮の編集長で作家の五十嵐勉の言葉である。文学をするうえで常に心に留めている[33]。人間の底には荒涼とした原野がある。人は日常生活においてそれを直視したくない。それに覆いを被せて生きているのが日常である。しかし文学はときにそれを剥ぎ取って見せ、生きる根深さを体感させてくれる。そこに文学の一つの精神性があるのであって、自然の相貌と対峙する生命の孤独がそこにこそ発露し、灼熱の文学体験が生まれる。

#### 雨ニモマケズ
- 宮沢賢治著『雨ニモマケズ』の一節である[33]。「座右の銘」である。アラユルコトヲ　ジブンヲカンジョウニ入レズニ　ヨクミキキシワカリ　ソシテワスレズ

## 札幌農学校・新渡戸稲造とエッセイスト・近藤 健の稀有な関係

### 新渡戸稲造住居跡の案内板
ANAクラウンプラザホテル札幌（旧札幌全日空ホテル）の正面玄関前に「新渡戸稲造居住跡」の案内板がある。

住所は、札幌市中央区北３条西１丁目である。案内板には次の様に書かれている。
戦前に国際連盟事務局次長を務めるなど国際的な活動で知られる新渡戸稲造は、明治10年（1877年）に内村鑑三等と共に札幌農学校の２期生として入学し14年に卒業した。24年に教授として再び札幌に戻った。当時この一角（北３条西１丁目-２丁目）は、農学校の宿舎が４棟並び、着任した新渡戸夫妻は２号官舎（北３条西２丁目）に住んだ。26年11月には１号官舎（北３条西１丁目）に移り、30年に札幌を去るまでこの家を本拠として多方面に活躍をしている。29年には札幌農学校に編入した有島武郎が新渡戸宅に寄宿し、新渡戸の去った後も34年まで住んだ。又、官舎にはブルツクス（注釈：ウィリアム・ブルックス）等の外国人教授の他植物園（注釈：北大植物園）創始者である宮部金吾も居住していた。　　　　　　　　　　　　　　　　　　　　　　　　　　　　　　　　　　　　　　　　　　　　　　　　　　　　　　　　　　　　　　　　　　　　　　　　　　　　　　　　　　　　　　　　　　　　　　　　　　　　　　　　　　　　　　　　　　　　　　　　　　　　　　　　　　　　　　　　　　　　　　　　――「新渡戸稲造居住地跡」案内板より

旧札幌全日空ホテルと新渡戸稲造居住地跡
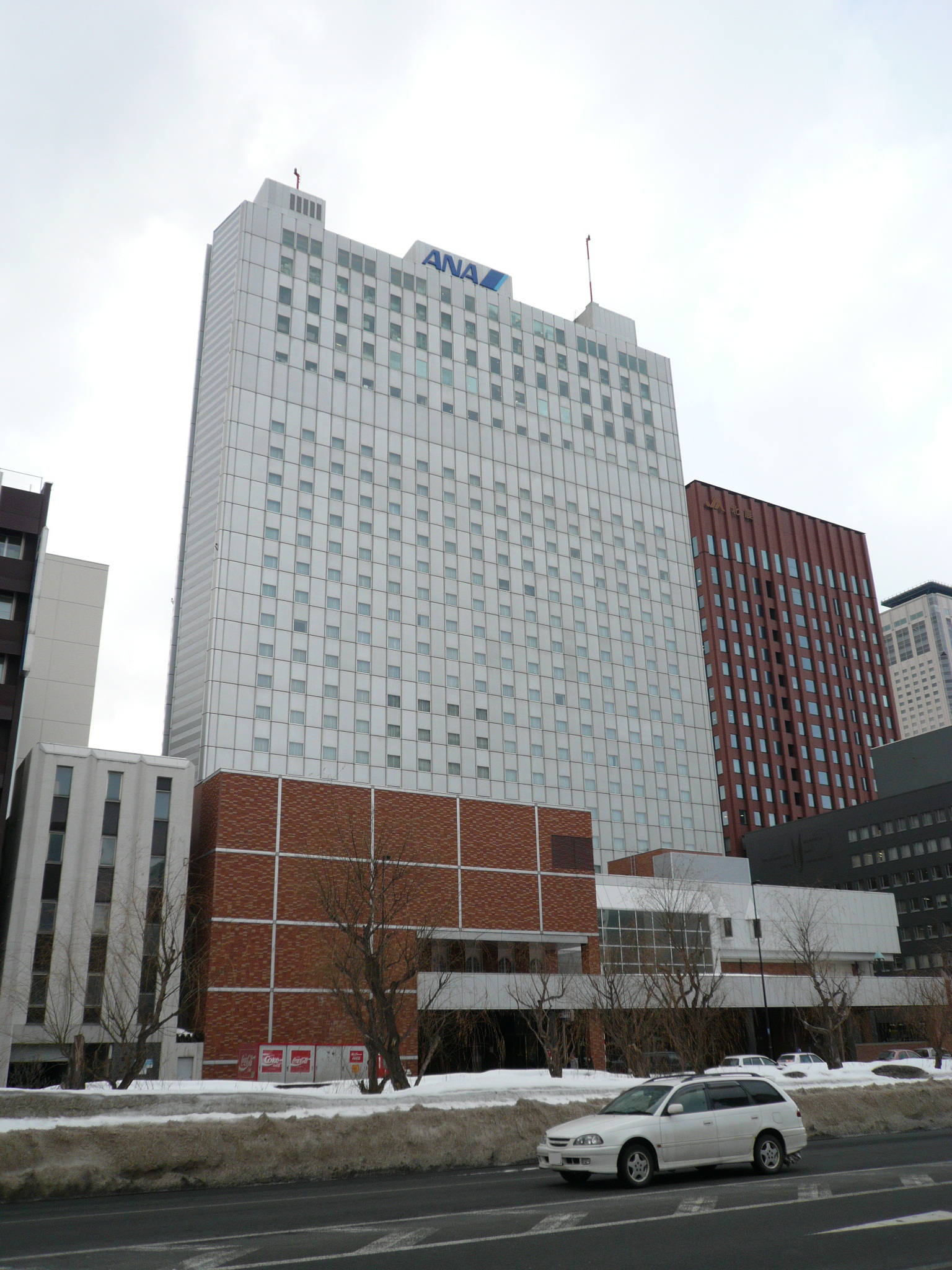
旧全日空ホテル
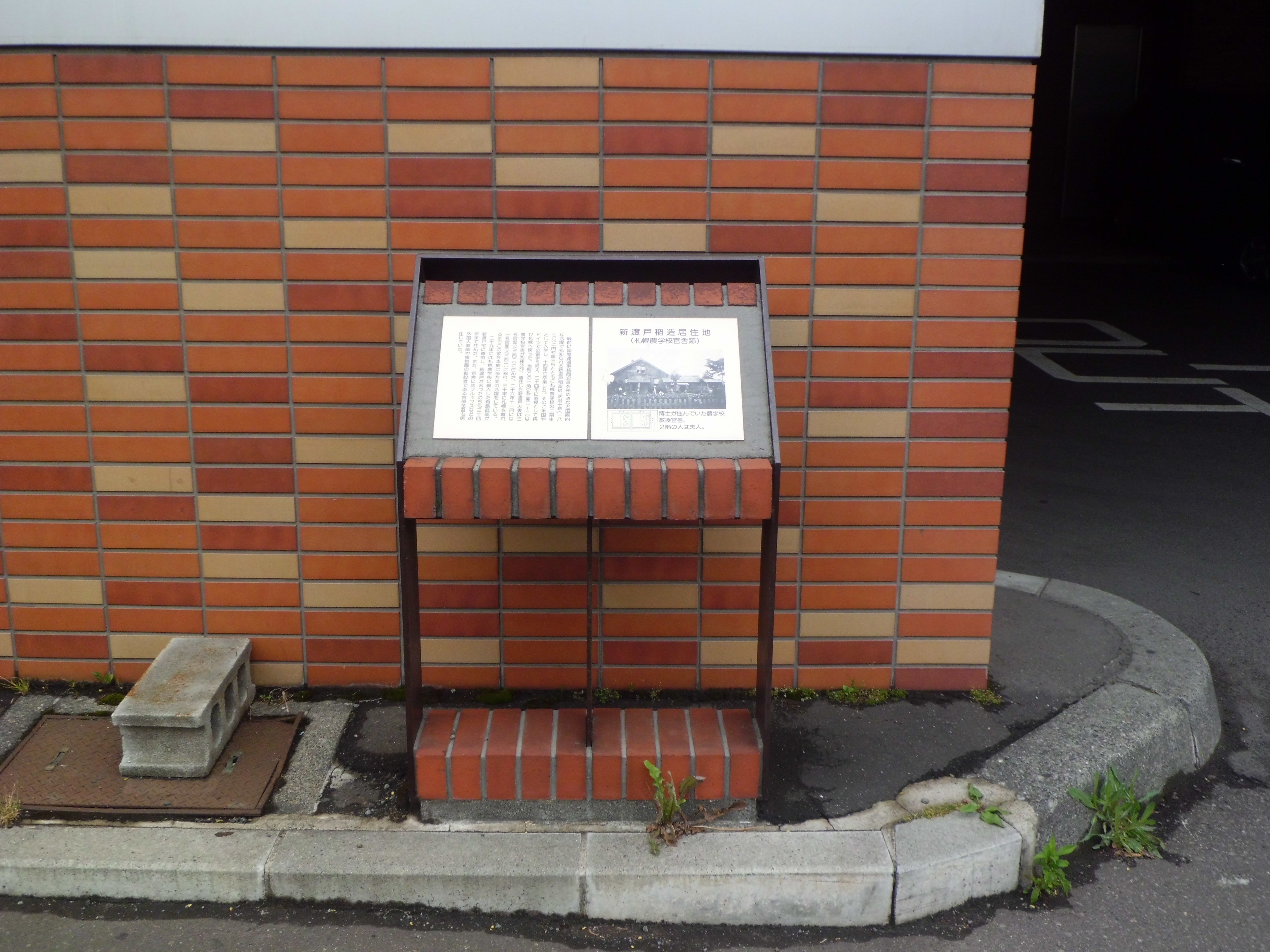
新渡戸稲造居住地跡
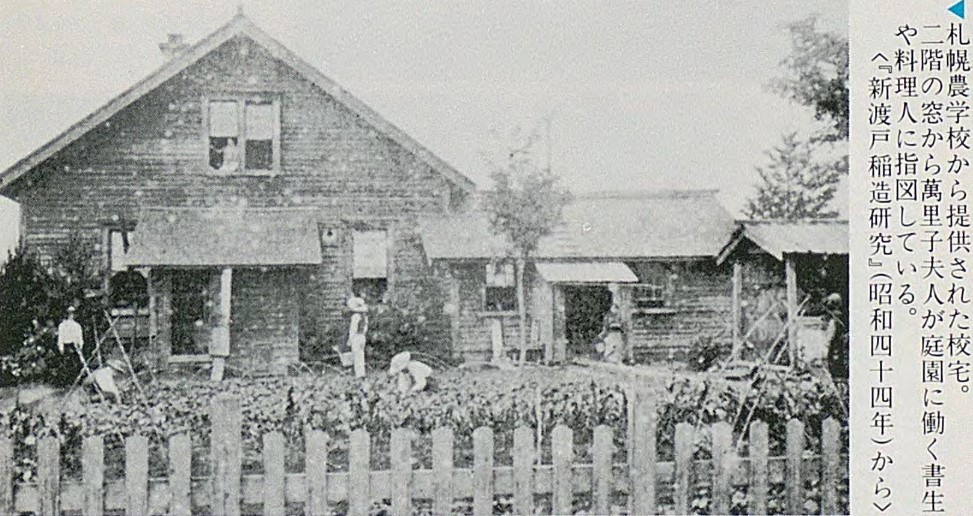
新渡戸稲造校宅

### 歴史的な偶然の一致
実は、近藤 健の曾祖父の先妻が、札幌農学校の宿舎（校宅）がなくなった後、まったく同じ区画で暮らしていた。
（※以下に、そのことを記述した近藤 健の文章の全文を引用した）

#### 札幌の新渡戸稲造居住地跡と曾祖父米良四郎次先妻ツルの召天場所が合致する件[34]
米良四郎次（しろうじ｜1866-1933）は、私の曾祖父である。1889年（明治22）、屯田兵に応召して熊本から札幌の篠路兵村に入植している。
米良四郎次先妻ツル（62歳）は、1925年(大正14）2月15日、「札幌区北３条西１丁目２番地」（当時の住居表示）で亡くなっており、長男米良義陽（40歳）が届け出を行っている。この場所は、長女栄女（1889年（明治22）生、37歳）の後夫佐藤政之丈（1915年（大正4）婚姻届出）の本籍地である。
現在のANAクラウンプラザホテル札幌（旧札幌全日空ホテル）の住所は「札幌市中央区北３条西１丁目２番９号」である。かつてここには札幌農学校の官舎が4棟（北３西１～２）あった。1981年（明治24）に札幌農学校の教授として着任した新渡戸稲造夫妻は、３号官邸（北３西２）に住み、1983年11月には1号官邸（北３西１）に転居し、1897年（明治30）に札幌を離れるまでここで暮らした。
その後、1896年に有島武郎が札幌農学校に編入してきて、新渡戸稲造宅に寄宿し、新渡戸が去った後も1901年（明治34）までここにいた。
札幌農学校の官舎がいつまであったのか。少なくとも1901年まではあったことになる。米良ツルの長女栄女の後夫佐藤政之丈が、いかなる人物であったかはまったくもって不明である。ただ、住居表示がドンピシャであることだけは確かだ。
米良家の後裔としては、この土地がどのような変遷を経て旧札幌全日空ホテルになったのかも気になるところだ。
いずれにせよ、私は曾祖父米良四郎次の後妻（妾）の家系であるため、先妻のその後はまったくもって不明なのである。

※また、近藤健著『肥後藩参百石 米良家』における関係ページは次の通り。P94、P218、P277、P288、P320、P321

――近藤 健の同タイトルの文章の全文を引用　　

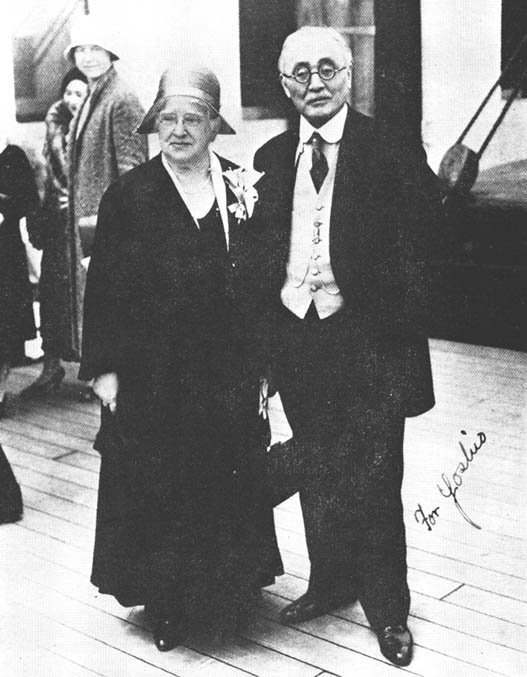
新渡戸稲造とメアリー夫人

### 札幌農学校が新渡戸稲造に提供した宿舎（校宅）とは――文献から
札幌農学校から新渡戸稲造に提供された宿舎（校宅）にまつわる文献として、以下を挙げることができる。ここでは「宿舎」は「官舎」あるいは「自宅」「洋館」「新渡戸家」「新渡戸の家」として記述されている。その部分を太文字とした。
官舎の隣には北星学園女子中学高等学校があった
○札幌農學校教授・新渡戸稲造の新家庭にあてがわれた住宅は、アメリカ人の夫人と生活するということから、農學校の近く北四條西二丁目の外人用官舎であった。しゃれた洋館で、広い部屋がいくつもあり、庭付きだった。この家の裏門に接するように、隣の北四條西一丁目には「スミス女學校」（北星学園女子中学高等学校の前身）の校舎があり、稲造が教えに行っていたのに加え、気さくな人柄の夫妻の働きかけで、すぐにこの女学校の生徒を自宅に迎えての交流も始まった。　　　　　　　　　　　　　　　　　　　　　　　　　　　　　　　　　　　　　　　　　　　　　　　　

――『遠友夜学校の遺産はどう伝承でれたか―新渡戸稲造の夢を未来へつなぐ年譜―』白佐俊憲著、P23より抜粋
官舎には苦学生を何人も置いていた
○また、よく苦学生の世話をし、自宅の官舎に置いてやり、書生として、また北鳴學校や夜學校を手伝わせて、ポケットマネーから学資を出してやった学生が何人かいた。のちにあげる中江汪（新渡戸渡米時の遠友夜学校運営の実務責任者）や小谷武治（新渡戸が『農業本論』を執筆した時の口述筆記者）などがこれである。（⇨1985年（昭和60年）９月発行『新渡戸稲造（さっぽろ文庫34）』p.89～90）　　　　　　　　　　　　　　　　　　　　　　　　　　　　　　

――『遠友夜学校の遺産はどう伝承されたか―新渡戸稲造の夢を未来へつなぐ年譜―』白佐俊憲著、P23より抜粋
官舎には新渡戸の友人・有島武郎が居候していた
○夜學校と有島武郎の関係は深く、遠友夜學校に及ぼした有島の影響は実に大きい。新渡戸稲造の養父・太田時敏が有島武郎の親・武と幸子の媒酌人をしたことなどもあって、以前から新渡戸と有島は親しい間柄にあった。有島は1896年（明治29年）９月、学習院中等科卒業後、新渡戸を慕い札幌農學校予科５年に編入学し、新渡戸家に寄寓しながら学校に通った。1897年（明治30年）９月本科に進学してすぐ、新渡戸が病気で転地療養をしたため、夫妻は不在となる。しかし、新渡戸の家に置いてもらって書生として働き、学費の面倒をみてもらっていた中江汪、木村徳蔵、三吉朋十らが引き続き留守宅を護って住み続けたので、有島も彼らと一緒に、そのまま新渡戸教授の官舎に居候させてもらった。（有り得ないような話だが、新渡戸が退職し引っ越した後も、引き続き官舎に住み続けることが許されたので、有島もそこから農學校に通い、遠友夜學校の世話役や教師も務め、結局、卒業までそこにいたとされる。考えようによっては、新渡戸本人もそう希望していたとされるが、新渡戸の病気回復を待って、札幌農學校の前職に復帰することが熱望されていたので、その時のために官舎を保持する措置がとられていたとも推測される）　　　　　　　　　　　　　　

――『遠友夜学校の遺産はどう伝承されたか―新渡戸稲造の夢を未来へつなぐ年譜―』白佐俊憲著、P47-P48より抜粋　

## 主な関係者一覧
- 堀川とし（実業家、随筆春秋創設者）[36][37]
- 堀川とんこう（プロデューサー、演出家）[36][37]

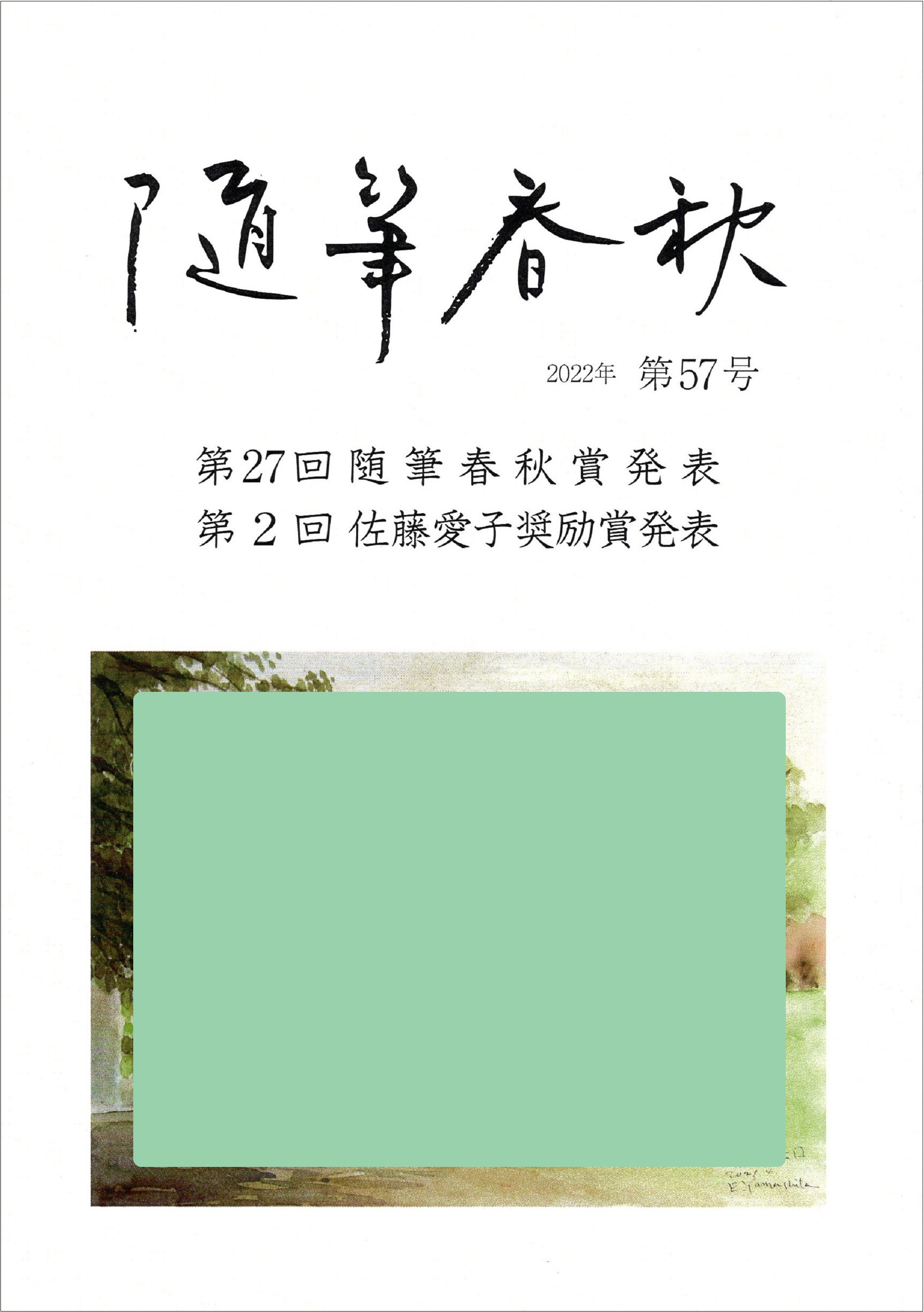
随筆春秋第57号（2022年3月）揮毫は、早坂暁。

- 斎藤信也（元朝日新聞記者、元随筆春秋代表）[36][37]
- 遠藤周作（芥川賞作家）[36][37]
- 金田一春彦（言語学者、国語学者）[36][37]
- 早坂暁（脚本家）[36][37]
- 北杜夫（芥川賞作家）[36][37]
- 布勢博一（脚本家）[36][37]
- 竹山洋（脚本家）[36][37]
- 佐藤愛子（直木賞作家）[36][37]
- 斎藤智子（元朝日新聞記者、皇室担当）[36][37]
- 高木凛（脚本家）[36][37]
- 中山庸子（エッセイスト、イラストレーター）[36][37]
- 池田元（随筆春秋 代表理事）[36]
- 正倉一文（随筆春秋 事務局長）[36]

　（太字｜存命人物）　　　

## ギャラリー１

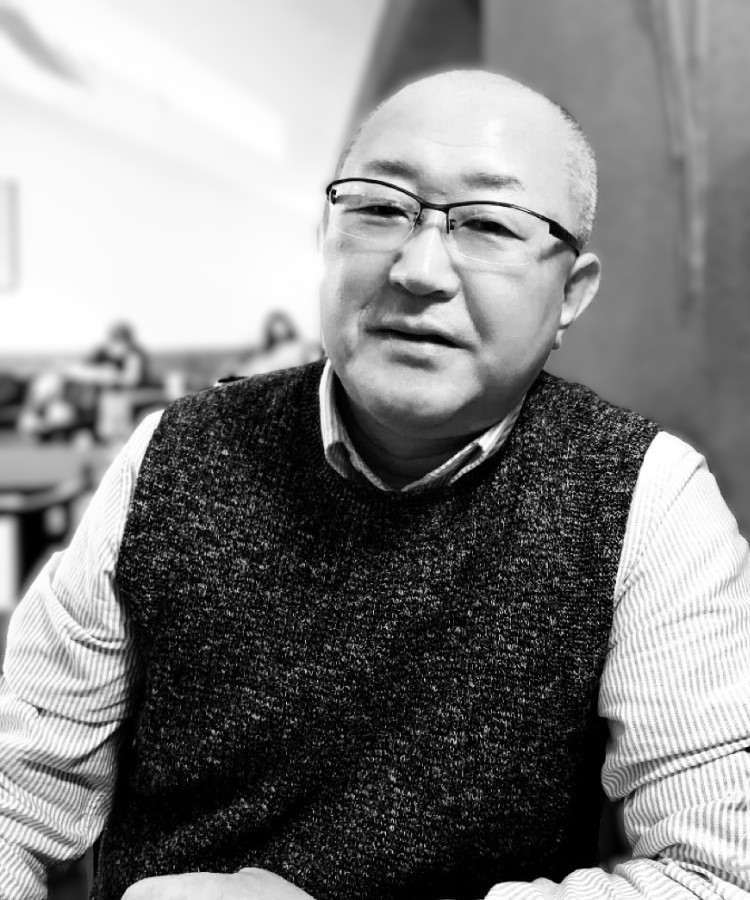
随筆春秋代表｜一般社団法人随筆春秋 理事｜ 近藤 健
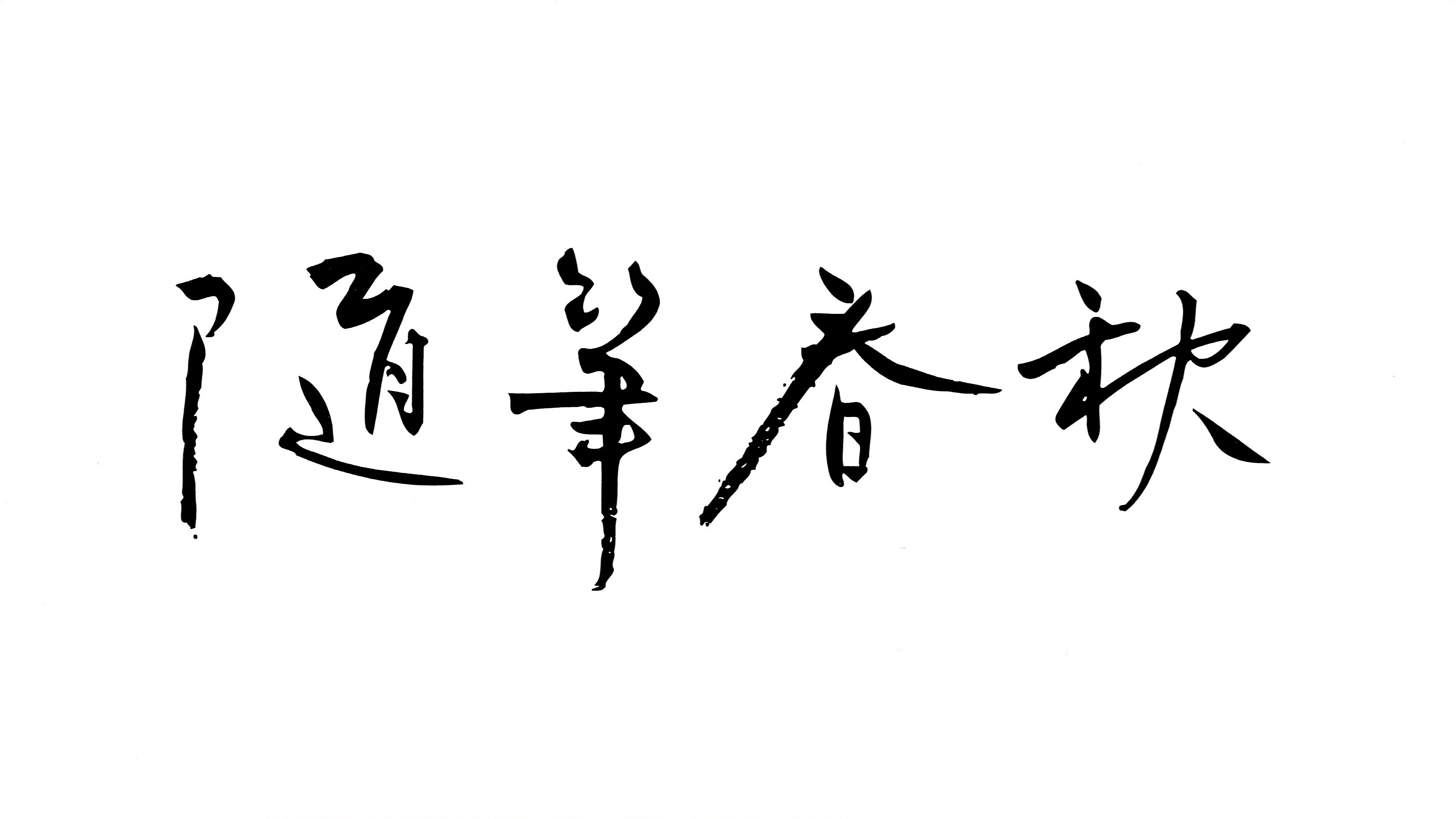
随筆春秋ロゴ｜脚本家早坂暁による揮毫
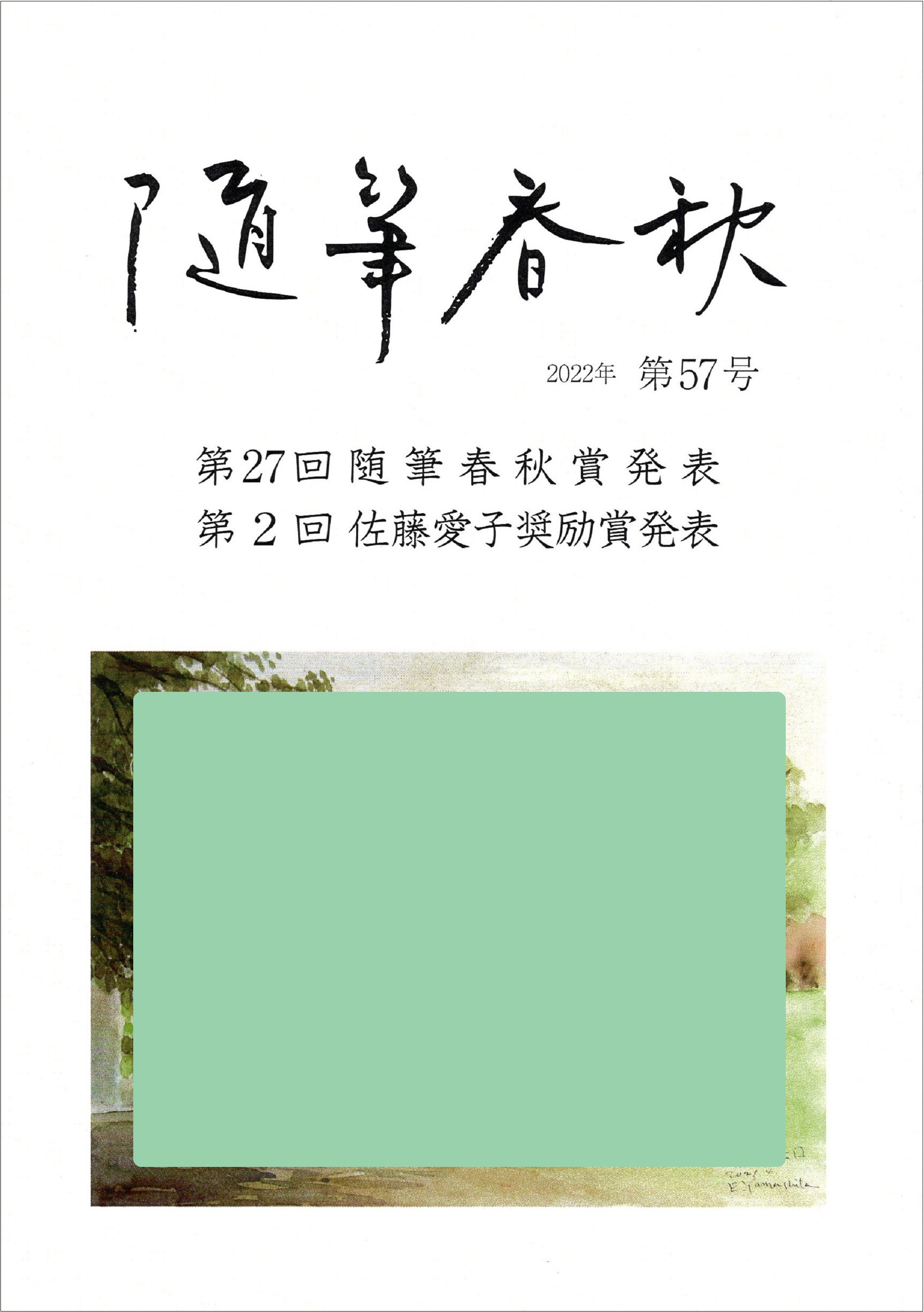
随筆春秋第57号｜2022年3月発刊

## ギャラリー２

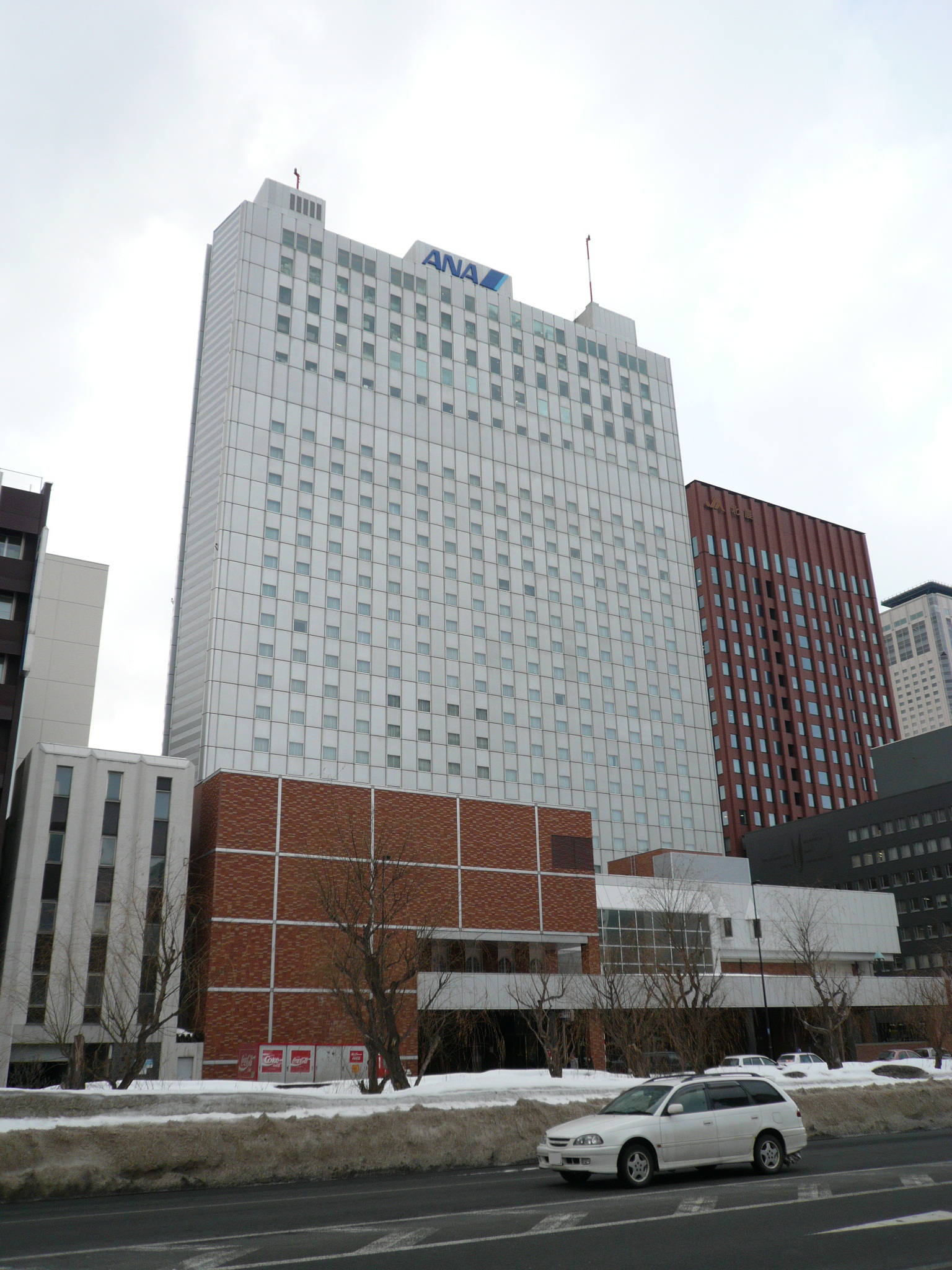
ANAクラウンプラザホテル札幌（旧札幌全日空ホテル）
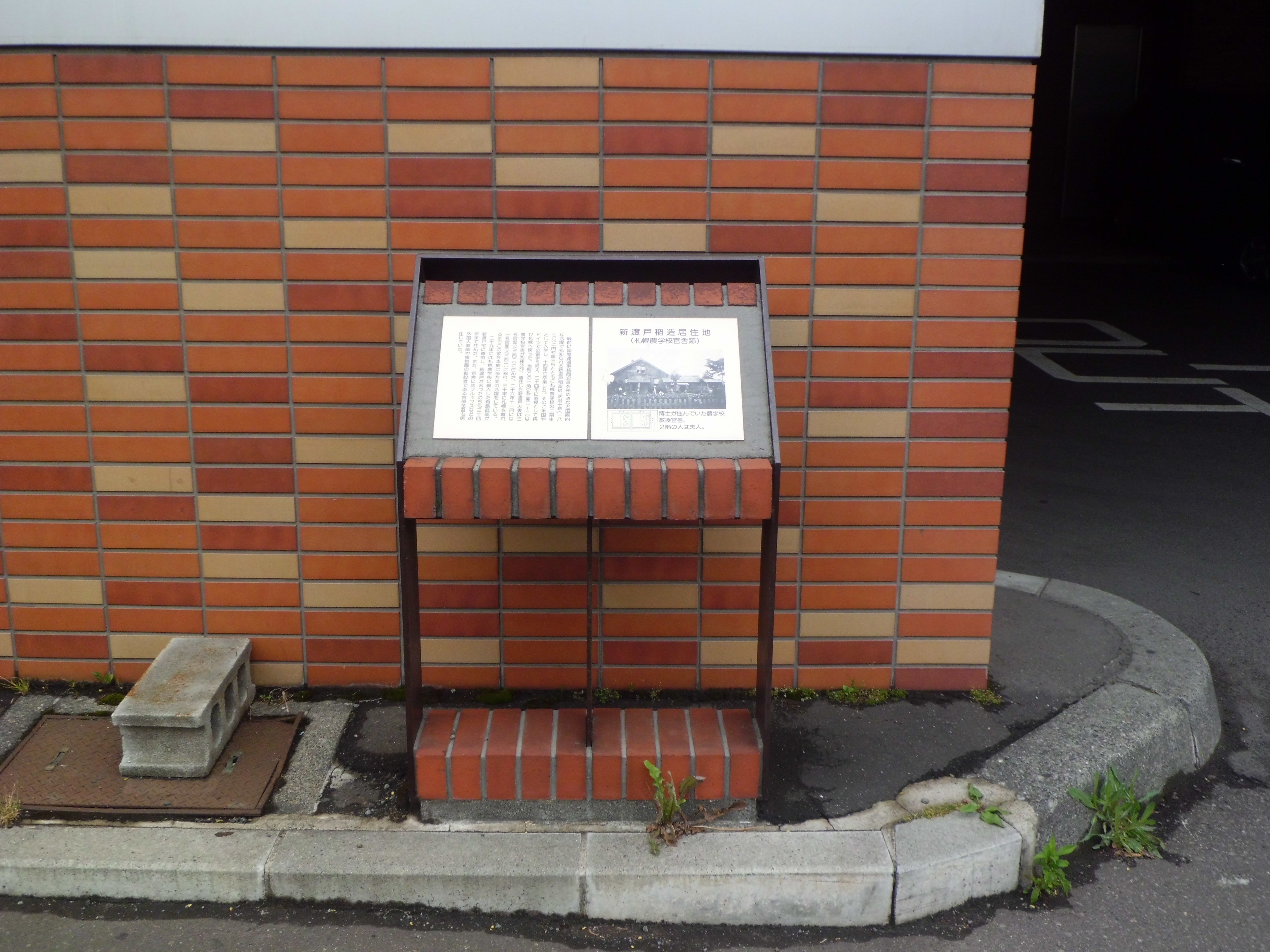
新渡戸稲造居住地跡（場所：ANAクラウンプラザホテル札幌）
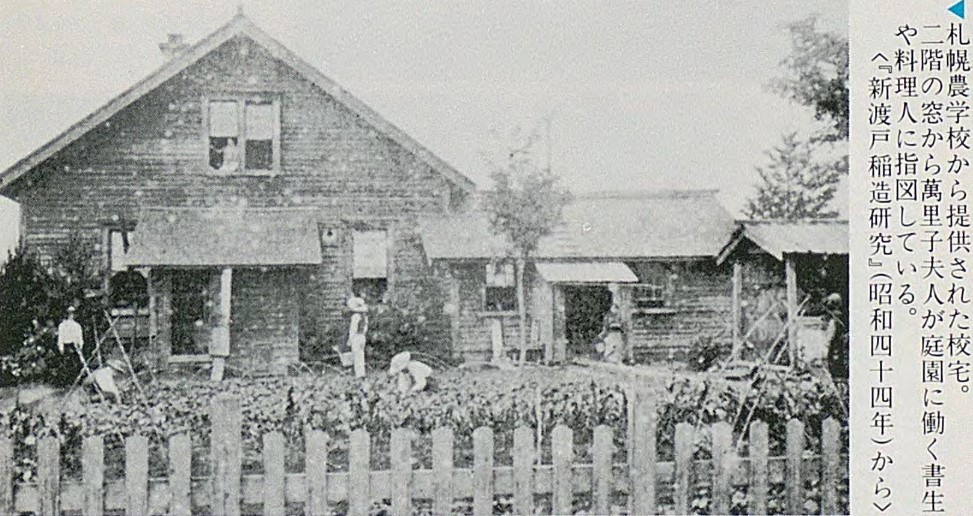
新渡戸稲造校宅（場所：ANAクラウンプラザホテル札幌）
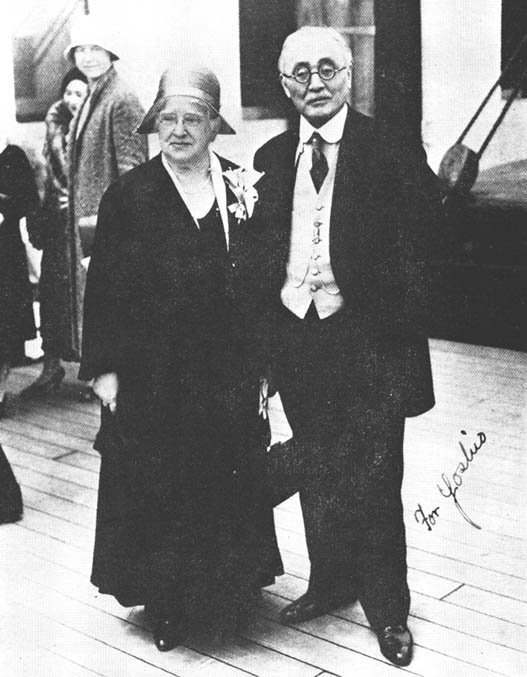
新渡戸稲造（札幌農学校教授など歴任）とメアリー夫人